# Laarbeek
Laarbeek este o comună în provincia Brabantul de Nord, Țările de Jos.

## Localități componente
Beek en Donk, Aarle-Rixtel, Lieshout, Mariahout, Heikant.